# VFTS 352
VFTS 352 è un sistema stellare situato nella Nebulosa Tarantola, nella Grande Nube di Magellano, distante 160 000 anni luce dal sistema solare. Si tratta della binaria a contatto più massiccia conosciuta, formata da due stelle aventi entrambe una massa pari a quasi 30 masse solari e una temperatura superficiale oltre i 40000 K.

## Caratteristiche del sistema
La scoperta di questa binaria è avvenuta dopo osservazioni effettuate con il Very Large Telescope dell'ESO, e la notizia è stata pubblicata nell'ottobre del 2015. Le due stelle che compongono il sistema sono di tipo spettrale O, molto calde (40.000 K), luminose e ugualmente massicce, e ruotano una attorno all'altra in poco più di un giorno (1,124 giorni). A causa della loro reciproca vicinanza le loro atmosfere si sono sovrapposte, creando un inviluppo comune, condividendo il 30% circa della loro materia. Si pensa che stelle così estreme siano i maggiori produttori di ossigeno nell'universo.
Binarie a contatto del genere sono molto rare, poiché oltre a una relativamente breve vita per essere così massicce, lo stato nel quale si trovano nell'era attuale è di breve durata. Data la loro vicinanza, si pensa che le poderose forze mareali in atto portino a un notevole rimescolamento della materia al loro interno.

## Destino finale
Il futuro di VFTS 352 è incerto, e sono due i possibili scenari previsti: nel caso che le due stelle si fondano, il prodotto finale sarà una stella a rapida rotazione, che potrebbe terminare la sua esistenza come una ipernova del tipo collapsar, in grado di generare una delle esplosioni più energetiche conosciute, un lungo lampo gamma. In un secondo ipotetico scenario, le componenti non si fonderebbero e terminerebbero la loro esistenza esplodendo in supernove, formando uno stretto sistema binario di buchi neri, potenziale fonte di intense onde gravitazionali.